# Бобровка (верхний приток Ирбита)
Бобровка (Бобровка татарская) — река в Свердловской области России, верхний левый приток Ирбита.
Длина реки составляет 46 км, площадь водосборного бассейна — 346 км².
Река берёт начало в Режевском городском округе и далее протекает по территории Артёмовского муниципального округа. Впадает в реку Ирбит в 142 км от её устья по левому берегу. В долине реки расположены село Покровское, деревня Малое Трифоново, село Большое Трифоново и город Артёмовский,  поселок Буланаш.

## Данные водного реестра
По данным государственного водного реестра России относится к Иртышскому бассейновому округу, водохозяйственный участок реки — Ница от слияния рек Реж и Нейва и до устья, речной подбассейн реки — Тобол. Речной бассейн реки — Иртыш.
Код объекта в государственном водном реестре — 14010501912111200007002.